# 월면차

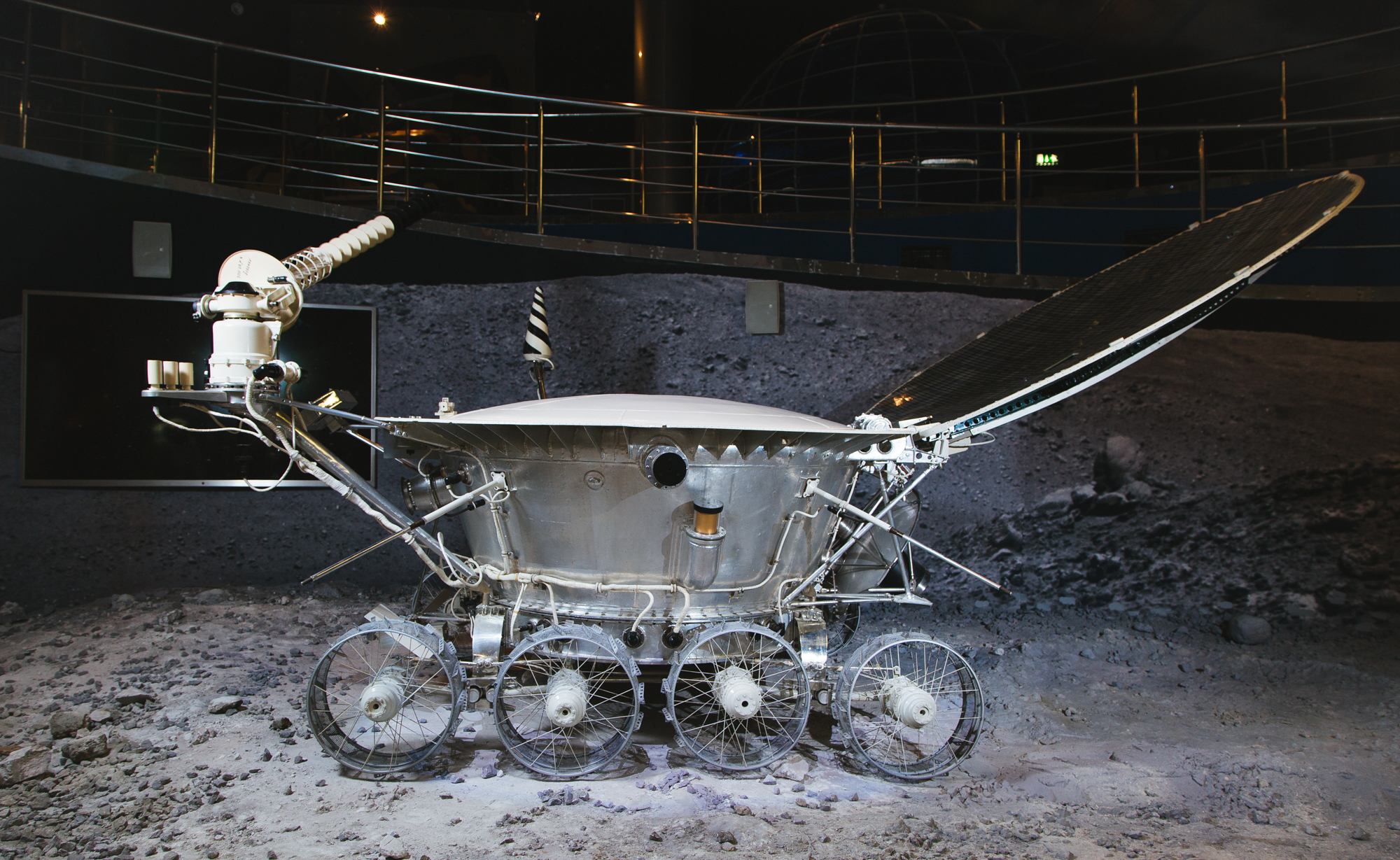
사상 최초의 월면차, 루노호트 1호의 모형

월면차(月面車, 영어: Lunar rover)는 달에 도착 후 월면을 탐사하는 탐사차이다.

## 같이 보기
- 달 탐사